# Michael Ayrton

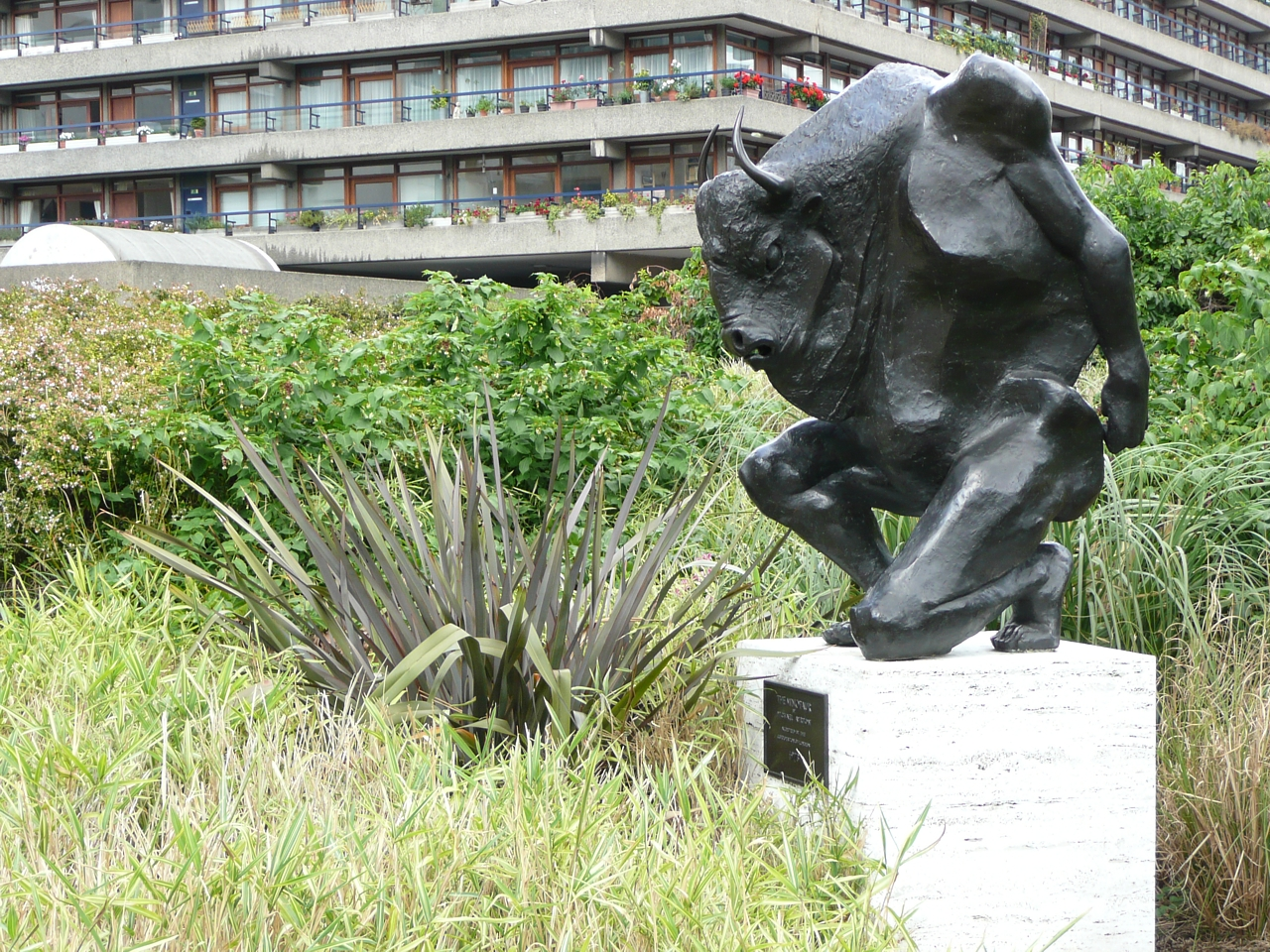
Minotaur in Londen

Michael Ayrton (Londen, 20 februari 1921 – aldaar, 17 november 1975) was een Engelse beeldhouwer, schilder, graficus, auteur en criticus.

## Leven en werk
Michael A. Gould, zoals de kunstenaar oorspronkelijk heette, was een zoon van de dichter en schrijver Gerald Gould en de politica Barbara Ayrton. Vanaf 1935 volgde hij diverse kunstopleidingen, maar hij was toch vooral een autodidact. Hij bezocht en werkte in Wenen, Parijs en de Provence. Als kunstenaar nam hij de naam van zijn moeder aan en hij creëerde tekeningen, etsen en litho's. Een eerste expositie had Ayrton met de schilder John Minton (1917-1957), met wie hij veel samenwerkte, in 1942 in de Leicester Galleries in Londen. Hij bezocht veelvuldig Italië en Griekenland en de mythologische figuren Icarus, Daedalus, Talos en Minotaurus werden zijn hoofdonderwerp. Vanaf 1955 ging hij, mede op aanraden van Henry Moore, beeldhouwen. Ayrton was actief als schrijver en illustrator, decorontwerper, omroepmedewerker en criticus. Zijn werk bevindt zich in de collectie van musea in Engeland (met name de Tate Gallery) en de Verenigde Staten.

## Beeldhouwwerken (selectie)
- Icarus III[3] (1960), Old Change Court in Londen
- Icarus Transformed (1961), Tate Gallery in Londen
- Fat Sentinel (1961)
- Maze Figure (1965)
- Arkville Maze (1968), Estate Armand Erpf in Catskill Mountains (New York)
- Minotaur Aroused (1970)
- Couple (1972)
- The Minotaur, Barbican Estate in Londen
- Oracle[4] (1963/64), Jerwood Sculpture Trail in Warwickshire
- The Arkville Minotaur (1968/69), Yorkshire Sculpture Park
- Talos (1973), Cambridge Sculpture Trails, Guildhall Street in Cambridge

## Fotogalerij

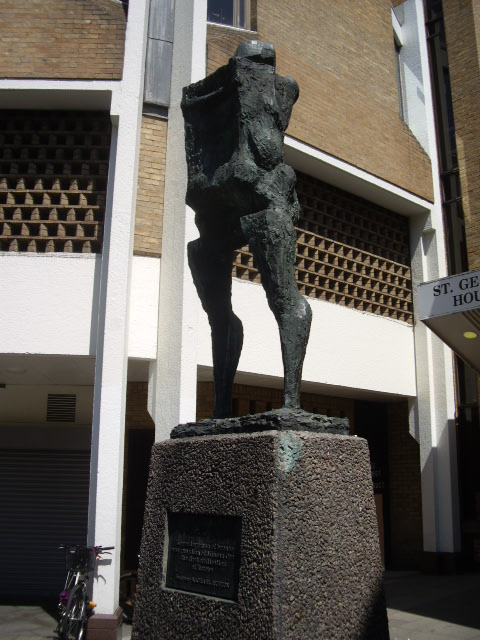
Talos in Cambridge
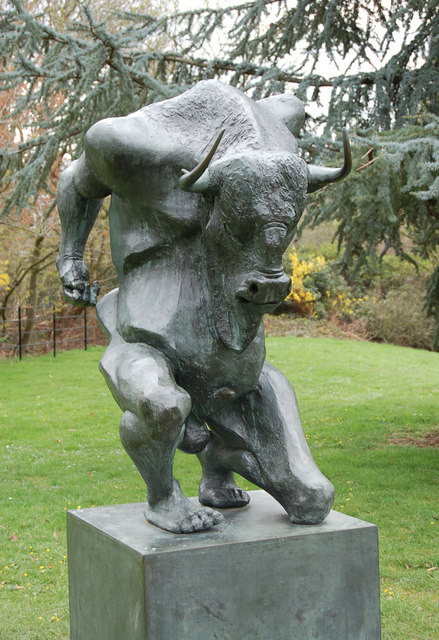
The Arkville Minotaur, Yorkshire Sculpture Park